# 蒲琪峰
蒲琪峰（1986年1月3日—），四川雅安人，中国国家射击队成员。

## 战绩
2004年，蒲琪峰入选四川省队。2007年，进入国家队训练，参加2008年北京奥运会选拔但未能选中。2009年11月，重进国家队并参加第49届世界射击锦标赛（青年组），他获得男子10米气手枪60发、男子50米自选手枪慢射60发两个项目的金牌。2010年，他在第十六届广州亚运会男子五十米气手枪决赛中以661.5环的成绩，夺得了金牌。2014年，第17届仁川亚运会上，蒲琪峰与队友王智伟、庞伟合作在男子50米手枪慢射资格赛暨团体决赛中夺得首金，并打破了该项目的亚运会纪录；同年第51届射击世锦赛上，三人再次合作获得手枪团体金牌和个人第四名，并为中国争得2016年里约奥运会的参赛席位。2016年入选里约奥运会中国奥运代表团，但在10米气步枪资格赛中，以577环并列排在第12位，未能晋级决赛。
2020年，他在全国射击锦标赛（手枪项目）中以0.5环的优势，击败庞伟获得男子10米气手枪项目个人冠军。